# Laprade (Aude)
Laprade  ist eine französische Gemeinde mit 116 Einwohnern (Stand 1. Januar 2022) im Département Aude in der Region Okzitanien. Sie gehört zum Arrondissement Carcassonne und zum Kanton La Malepère à la Montagne Noire.

## Geografie
Laprade ist die nördlichste Gemeinde des Départements Aude. Nachbargemeinden von Laprade sind Escoussens im Norden, Aiguefonde im Nordosten, Les Martys im Südosten und Lacombe im Südwesten.

## Bevölkerungsentwicklung
| Jahr      | 1962 | 1968 | 1975 | 1982 | 1990 | 1999 | 2013 |
| --------- | ---- | ---- | ---- | ---- | ---- | ---- | ---- |
| Einwohner | 136  | 116  | 104  | 78   | 75   | 80   | 77   |